# You (cântec de Schiller)
„You” este un cântec al formației germane Schiller realizat în colaborare cu solista Colbie Caillat. Piesa a fost inclusă pe albumul Sehnsucht și lansată ca disc single în cursul anului 2008.
Piesa a beneficiat de promovare doar în țările vorbitoare de limbă germană din Europa, ocuâpând locul 19 în ierarhia din Germania. O altă prezență notabilă a fost înregistrată în Austria, țară unde „You” s-a clasat pe locul 64.